# Esporte Clube Pinheiros 2022-2023 (pallavolo femminile)
Questa voce raccoglie le informazioni riguardanti l'Esporte Clube Pinheiros nella stagione 2022-2023.

## Stagione
L'Esporte Clube Pinheiros non utilizza alcuna denominazione sponsorizzata nella stagione 2022-23.
Partecipa alla Superliga Série A ottenendo un settimo posto in regular season: ai play-off scudetto esce di scena ai quarti di finale, dove viene eliminato dall'Osasco, ottenendo un settimo posto finale. In Coppa del Brasile ottiene un altro settimo posto, dopo essere stato eliminato ai quarti di finale dal Minas.
In ambito statale raggiunge la finale del Campionato Paulista, sconfitto dal Bauru.

## Organigramma societario
Area direttiva
- Presidente: Ivan Castaldi Filho

Area tecnica
- Allenatore: Reinaldo Bacilieri
- Assistente allenatore: Bernardo de Assis
- Preparatore atletico: Julien Borrut

Area sanitaria
- Fisioterapista: Antônio Faria Júnior

## Rosa
| N° | Nome             | Ruolo | Data di nascita   | Nazionalità sportiva |
| -- | ---------------- | ----- | ----------------- | -------------------- |
| 1  | Mara Leão        | C     | 26 luglio 1991    | Brasile              |
| 2  | Isis Simonetti   | P     | 19 ottobre 2003   | Brasile              |
| 3  | Naiane Rios      | P     | 29 novembre 1994  | Brasile              |
| 6  | Edinara Brancher | O     | 1º febbraio 1996  | Brasile              |
| 7  | Gabriela Martins | C     | 5 marzo 1996      | Brasile              |
| 8  | Alexia Cocco     | S     | 14 settembre 2001 | Brasile              |
| 9  | Andressa Picussa | C     | 22 luglio 1989    | Brasile              |
| 10 | Talia Costa      | S     | 10 luglio 1997    | Brasile              |
| 11 | Rosely Nogueira  | P     | 6 marzo 2001      | Brasile              |
| 12 | Érica Lima       | L     | 21 maggio 1996    | Brasile              |
| 13 | Camila Gómez     | L     | 6 luglio 1995     | Colombia             |
| 14 | Carolina Santos  | O     | 28 giugno 2002    | Brasile              |
| 15 | Kelly de Souza   | C     | 21 ottobre 2001   | Brasile              |
| 18 | Vitória Parise   | S     | 21 maggio 2002    | Brasile              |
| 19 | Amanda da Silva  | S     | 22 giugno 1993    | Brasile              |
| 21 | Paula Mohr       | S     | 23 aprile 1994    | Brasile              |

## Statistiche

### Statistiche di squadra
| Competizione      | Punti | In casa | In casa | In casa | In trasferta | In trasferta | In trasferta | Totale | Totale | Totale |
| Competizione      | Punti | G       | V       | P       | G            | V            | P            | G      | V      | P      |
| ----------------- | ----- | ------- | ------- | ------- | ------------ | ------------ | ------------ | ------ | ------ | ------ |
| Superliga Série A | 33    | 12      | 8       | 4       | 13           | 5            | 8            | 25     | 13     | 12     |
| Coppa del Brasile | -     | 0       | 0       | 0       | 1            | 0            | 1            | 1      | 0      | 1      |
| Totale            | -     | 12      | 8       | 4       | 14           | 5            | 9            | 26     | 13     | 13     |

### Statistiche dei giocatori
| Giocatrice   | Superliga Série A | Superliga Série A | Superliga Série A | Superliga Série A | Superliga Série A |
| Giocatrice   | P                 | PT                | AV                | MV                | BV                |
| ------------ | ----------------- | ----------------- | ----------------- | ----------------- | ----------------- |
| E. Brancher  | 25                | 435               | 372               | 52                | 11                |
| A. Cocco     | 3                 | 2                 | 2                 | 0                 | 0                 |
| T. Costa     | 24                | 175               | 141               | 25                | 9                 |
| A. da Silva  | 25                | 126               | 108               | 12                | 6                 |
| K. de Souza  | 3                 | 2                 | 1                 | 1                 | 0                 |
| C. Gómez     | 12                | 0                 | 0                 | 0                 | 0                 |
| M. Leão      | 25                | 193               | 131               | 57                | 5                 |
| É. Lima      | 6                 | 0                 | 0                 | 0                 | 0                 |
| G. Martins   | 18                | 116               | 71                | 43                | 2                 |
| P. Mohr      | 24                | 162               | 129               | 25                | 8                 |
| R. Nogueira  | 22                | 9                 | 5                 | 1                 | 3                 |
| V. Parise    | 24                | 6                 | 0                 | 1                 | 5                 |
| A. Picussa   | 19                | 121               | 82                | 29                | 10                |
| N. Rios      | 25                | 78                | 41                | 21                | 16                |
| C. Santos    | 23                | 45                | 37                | 6                 | 2                 |
| I. Simonetti | 1                 | 0                 | 0                 | 0                 | 0                 |

P = presenze; PT = punti totali; AV = attacchi vincenti; MV = muri vincenti; BV = battute vincenti

NB: Non sono disponibili i dati relativi alla Coppa del Brasile e, di conseguenza, quelli totali.